# Smith & Wesson Model 317 kit gun
Smith & Wesson Model 317 kit gun è un revolver di piccolo calibro munito di cartucce .22 LR prodotto dalla Smith & Wesson.
Il sistema di mira è caratterizzato da tacca di mira e da  un mirino con puntini in fibra ottica verde. L'impugnatura è in plastica,  il tamburo e il telaio sono in lega di alluminio, mentre la canna è in acciaio inox; tutta l'arma è di colore argento.